# Социјалне основе психичког живота
У науци постоји сукоб између два филозофска правца када је у питању проблем утицаја на развој менталог функционисања код људи. Нативизам говори да су све способности (и оне које имамо по рођењу и оне које стичемо) одређене генима. Емпиризам да је све научено кроз искуство и интеракцију са средином. На развој јединке делују и наслеђе и средина. 
Генотип (скуп наследних особина) се мења под утицајем наслеђа и активности јединке. Да ли ће могућности које јединка поседује моћи да се остваре у потпуности зависи од стимулације средине и мотивације јединке да ту стимулацију прихвати. Стимулација средине, да би имала жељено дејство, мора бити у границама могућности појединца. У супротном, може имати нежељено дејство.  Средина може бити физичка и социјална.

## Физичка средина
Физичка средина је мање значајна за ментални развој од социјалне средине. Не треба занемаривати ни ефекте физичке средине. Претерано топла и влажна клима доводи код већине људи до депресивних реакција и успорености у физичком и менталном функционисању. Физичка средина може утицати на тип основне делатности људи у једном подручју и изазвати диференцијацију способности.

## Социјална средина
Социјална средина утиче на јединку на нивоу породице, вршњака, учитеља  и све до разних средстава масовне комуникације и вредносног система средине. Социјална средина делује путем подстицаја развоја разних особина, сложених идентификацијских механизама, награђивања, кажњавања и бројних облика имитација. Средина може бити, по себи, веома социјално-културно развијена, али је могуће да се између појединца и те средине развије однос нетрепељивости, што може имати последицу у застој у развоју појединца у развијеној и у принципу стимулативној средини за друге припаднике.

## Сазревање
Иако су наследне основе развоја организма одређене у тренутку оплођивања јајне ћелије, организам се у целини развија постепено. Облици понашања који су засновани наследним предиспозицијама не морају се јавити одмах по рођењу, већ после дужег периода сазревања (матурација). Сазревање јесте скуп претежно органских процеса којима се развијају наследне основе до пуног степена испољености. Код ове групе својстава личности, социјални утицаји, ако су повољни, омогућују развој наследног потенцијала и његово стабилизовање у фенотип (стварно постојеће својство). У противном, наслеђем дата диспозиција се не мора развити у стварну способност.

## Утицај културе
Појам културе се односи на начин живота (сва знања, веровања, традиције и вредности) једне групе људи. Виготски у свом делу „Развој виших психичких функција“ говори о томе како су све више менталне функције социјалног порекла тј. да сва битна својства појединца настају кроз интеракцију са другим људима (језик се развио са повећањем сложености социјалних односа). Сиромашан речник, одсуство писмености и цела примитивна организација мишљења  и понашања аустралијског домороца, који се по тежини мозга и другим анатомско-физиолошким особинама овог органа не могу објаснити, већ примитивном организацијом друштва, што отежава развој говора и писмености.
Основна разлика између памћења животиња и човека јесте у томе што је измењен тип памћења. Виготски наводи две карактеристике: човек, стварајући помоћна средства за своје понашање самим тим мења основни тип психолошког прилагођивања. Од директне реакције на драж понашање постаје посредовано и помоћу знакова човек почиње да овладава својим вишим менталним функцијама. Човек помоћу говора овладава мишљењем.
Жан Пијаже говори о интелектуалном развоју деце који почиње стадијумом егоцентризма, који настаје као последица детета да не разликује унутрашње од спољашњег. Следи развијенији егоцентризам током ког се успоставља, али само делимично способност разликовања унутрашњег од спољашњег. Када се унутрашњи психолошки феномени крену приписивати неживим објектима следи фаза анимизма. Када дете психолошким процесима даје карактеристике неживог из спољашњег света, ова фаза је реализам.
Ментални процеси имају адаптивни карактер и јасно се наговештава начин на који култура модификује интелектуални развој. Подстичу се она својства личности која су значајна за решавање проблема типичних за ту културу. Притом не треба заборавити да су практично све културе створиле велики број улога које омогућавају високо функционисање друштвене заједнице. Неке од тих улога су веома стимулативне за развој оних који их обављају, али чак и у високо развијеним друштвима постоје улоге које негативно делују на појединце.
Од свих менталних способности највише се испитује интелигенција, из простог разлога што је најмерљивија. Испитивања су често показала знатне разлике у резултатима међу различитим друштвеним групама, за шта разлози могу бити различити.
На развој личности утицај има вредносни систем средине. У савременим друштвима највећи значај се придаје професионалном или школском успеху, док се способности које немају конкретне везе са овим не подстичу. Самим тим, може да се деси да тест не мери ону врсту способности или знања које се у том друштву сматра интелигентим. На пример, унутар црначке супкултуре централно место има невербална комуникација, што се ретко појављује на тестовима интелигенције. Кател је, безуспешно, покушао да конструише culture-free тестове, који би се састојали само из сликовног садржаја.

## Нестимулативна средина
Највећи утицај има у потпуности нестимулативна средина, присутна код нижих социо-економских слојева друштва (што су често дискриминисане мањине). Припадност некој таквој групи може да има утицај и на став родитеља према васпитању тако да се њихов труд умањи јер у напред очекују неуспех. Деца из ових средина немају прилику да се сусретну са садржајима који би стимулисали и подстакли њихов развој и интересовања. Ово би објаснило појаву мањег успеха црне и хиспано деце на тестовима интелигенције. Утицај могу да имају и лична очекивања и страх од неуспеха, као и претња стереотипа, односно страх да се не потврде туђа негативна очекивања.

## Утицај пола
Биолошки гледано, полне разлике су највећи извор разлика међу људима. Смиљанић разликује четири компоненте полног идентитета
- Биолошки пол- одређен генетички (присуством полних хромозома), ендокринолошки (лучењем хормона) и анатомски (телесне разлике);
- Идентитет рода- идентификација особе са мушким или женским родом;
- Социјална улога пола- социјална очекивања у погледу понашања полова;
- Сексуална оријентација- преференција супротног или истог пола.

Девојчице су боље у вербалном изражавању, боље им је непосредно памћење. Дечаци су бољи у математичким задацима. Жене су спретније са прстима и боље су у запажању брзине. Мушкарци се боље сналазе у простору. Разлике међу половима се огледају кроз биолошке карактеристике (са колико година улазе у пубертет, висина, тежина, жене живе дуже...). На тестовима личности показује се да су мушкарци самопоузданији, док жене имају већу склоност ка неговању.Када су когнитивне способности у питању, жене боље резултате постижу у задацима вербалног садржаја, тестовима перцептивне брзине и памћењу локације предмета, док мушкарци показују склоност ка математичким и задацима спацијалне способности. Разлике могу да  буду условљене различитим васпитањем дечака и девојчица и различитим културним очекивањима.